# Mette Groes
Mette Groes, född 9 juni 1937 på Frederiksberg, död den 8 november 2014, var en dansk f.d. socialdemokratisk politiker, socionom och lektor vid Aalborg universitet.
Mette Groes är dotter till FDB-direktören Ebbe Groes och politikern Lis Groes. Efter studentexamen utbildade hon till socionom. Efter examen var hon anställd på Mødrehjælpen och Bispebjerg Hospital, och var på den senare ledare inom sitt område. Hon var med om att upprätta socionomutbildningen på Aalborg universitet 1971. Hon var även lektor på skolan 1974-2002 och styrelsedamot i Dansk Socialrådgiverforening. Hon engagerade sig även i jämställdhetsfrågor, bl.a. som ledamot i Dansk Kvindesamfund för vilken hon var vice ordförande 1970-1973. Hon har utgivit flera böcker inom ämnet, bl.a. Hustruvold (2001). Hon har i flera år arbetat på kvinnojouren i Nørresundby.
Politiskt var Groes, likt sina föräldrar, engagerad i Socialdemokratiet. Hon var folketingsledamot 1977-1987, europaparlamentariker 1979-1980 samt ledamot i Aalborgs kommunfullmäktige 1974-1978 och 1989-1993.